# Le Breuil-sous-Argenton
Le Breuil-sous-Argenton är en kommun i departementet Deux-Sèvres i regionen Nouvelle-Aquitaine i västra Frankrike. Kommunen ligger i kantonen Argenton-les-Vallées som tillhör arrondissementet Bressuire. År 2018 hade Le Breuil-sous-Argenton 479 invånare.

## Befolkningsutveckling
Antalet invånare i kommunen Le Breuil-sous-Argenton
| Referens: INSEE |